# NGC 3058
NGC 3058 is een spiraalvormig sterrenstelsel in het sterrenbeeld Waterslang. Het hemelobject werd in 1886 ontdekt door de Amerikaanse astronoom Francis Preserved Leavenworth.

## Synoniemen
- IC 573
- MCG -2-25-26
- VV 741
- IRAS 09511-1214
- PGC 28513